# 鄭友周
鄭友周（1552年—1614年），字仁甫，號毅軒，山西太原府定襄縣人，明朝政治人物。

## 生平
萬曆十九年（1591年）辛卯科山西鄉試舉人。萬曆二十年（1592年），登壬辰科第三甲第一百八十四名進士。吏部觀政，二十一年授保定府推官，二十五年丁憂。二十七年補寧國府推官，二十九年升刑部主事，本年改禮部主事，三十三年升员外郎、升郎中，三十四年升四川副使，三十八年升陝西參政，分巡神木道，四十一年考察調簡。

## 家族
曾祖鄭德鈺；祖父鄭琛；父鄭東陽。